# Страст
Страст (грч. παθος, лат. passio, - страст, страдање, трпња) је веома јако осећање према некоме или нечему. Страст се разликује од афекта тиме што она не наступа као тренутно стање, него представља трајно усмерење читаве човекове душе.
За страст се често везује сексуална тематика, али она може бити и професионална, животна итд. Вредновање неке страсти се врши према томе да ли је она усмерена на ниже или на више вредности, односно каква дела изазива. У многим филозофијама и религијама се побеђивање страсти сматра највећом врлином.

## Филозофско виђење
Стоици су као идеал заговарали апатију или укидање страсти због њихове шкодљивости. Филозофија ренесансе је открила позитивну улогу афеката. Спиноза приговора оним филозофима који »страсти замишљају као пороке» и разликује страсти према томе да ли повећавају (радост) или смањују (жалост) моћ нашега деловања. Спиноза сматра да се нека страст може ограничити и уклонити само супротном и јачом страшћу. Кант разликује страсти и афекте, означујући »афект као воду која пробија насип а страст као велику реку која се у свом кориту све дубље пробија».
Без страсти није ништа велико створено нити се без ње може створити.— Хегел
Ернст Блох међу „афектима ишчекивања“ разликује негативне афекте (страх, тескоба), који су упркос отпору »потпуно трпни«, и позитивне афекте као што је нада. За Блоха нада садржи »битно праву будућност« или битак који још није испуњен.
Нада, тај антиафект ишчекивања против страха и тескобе, је најљудскије од свих унутрашњих узбуђења и доступна је само људима; она се уједно односи спрам најдаљег и најсветлијег хоризонта. Она је у унутрашњости прохтева који субјект не само има, него се из њега, као неиспуњен, суштински састоји.— Ернст Блох

## Будистичко виђење
Постоје чулни утисци, пожељни, угодни, пријатни и драги, који подстичу жељу и изазивају страст. И човек им се радује, одушевљава се њима и они га обузимају. Ако им се човек радује, одушевљава се њима и они га обузимају, онда се у њему јавља ужитак. Пошто настане ужитак, јавља се и страст. Испуњен страшћу, човек је заправо у ропству.— Готама Буда

## Хришћанско виђење
Страсти су у теолошком смислу, посебне слабости и лична својства људске природе која, кад се не држе у границама природе, могу унети грешно стање и могу довести до пропадљивости и смрти. Страсти најбоље откривају страствену црту и двојност људске природе, односно показују да су природне способности, због изопачења слободне воље, постале извор греха који отвара врата трулежности или пропадљивости. У људској природи постоје, наиме, не само природни афекти, него и наклоност према греху везана за те афекте. Ми познајемо афекте као „слабости“, као неразумне тежње и грешна узбуђења. Бестрашће или чистота, отуд, јесу резултат човечне воље да држи афекте у границама „разума“ природе, да слушањем Христа излечи страсне и неразумне нагоне воље. Исус Христос је примио афекте, претрпео је драговољно људска страдања (φθορα), али Он их је ослободио њиховог грешног карактера Својим безгрешним рођењем, Својим непорочним животом и Својим васкрсењем. Што се тиче природних афеката, Он је истоветан са нама, те отуда и Његова способност да страда ради нас. Међутим, Он је природним афектима одузео њихову грешну наклоност и тако у нашу природу унео непропадљивост да се „ово распадљиво обуче у нераспадљивост, и ово смртно обуче у бесмртност“ (1. Кор. 15, 53). Он је апсолутно слободан од греха благодарећи непромењивој сталности Његове слободне воље; страствену црту наше природе исправио је неизмењивошћу Своје слободне воље (Максим Исповедник, Одговори Таласију 42).

### Православно-психолошко виђење
Страст - то је снажна и стална жеља да се учини неки грех, жеља која се користи сваком могућношћу за своју за своју материјализацију која ствара могућност за то. Страсти гурају човека према греху изнутра тако да човек сам себе уништава, користећи се притом снагом своје сопствене душе. Страсти у човекову душу продиру на разне начине, оне могу бити наслеђене од родитеља, или исто тако могу никнути и постепено се у човековој души формирати кроз васпитање, кроз учење или кроз слике пројаве страсти, поступке и речи страсних људи, што све оставља трага у дечијој души. Тростепена шема развоја делатне страсти:
- За први степен карактеристично је слагање тј. сразмерност између спољашњег надражаја, предлога и степена у ком се страст показује. (Много су вређали-много сам се увредио, мало су вређали-мало сам се увредио).

- На другом степену сразмерност нестаје.( Много су вређали-много сам се увредио, мало су вређали-свеједно сам се много увредио).

- На трећем степену, грех израсте до нивоа страсти и покорава себи човека онај који вређа више није потребан-човек сам упорно тражи и због чега ће се увредити, чиме ће се похвалити, на чему ће искалити бес, којим поводом ће се напити, итд. Трећи степен на којем се дефинише као робовање страсти и обузетост њоме. У том случају страст приморава човека да активно тражи повод за њено задовољавање.[3]

## Исламско виђење
Најбољи је џихад да се човјек бори против својих прохтјева и својих страсти.— Мухамед
Узвишени Бог уздиже и повећава вриједност оног младића, који обуздава своје страсти и не предаје се пожудама.— Мухамед